# Coryne
Coryne is een geslacht van neteldieren uit de  familie van de Corynidae.

## Soorten
- Coryne brachiata Nutting, 1901
- Coryne crassa Fraser, 1914
- Coryne epizoica Stechow, 1921
- Coryne eximia Allman, 1859
- Coryne fucicola (de Filipi, 1866)
- Coryne gracilis (Browne, 1902)
- Coryne hincksi Bonnevie, 1898
- Coryne japonica (Nagao, 1962)
- Coryne muscoides (Linnaeus, 1761)
- Coryne occidentalis (Fewkes, 1889)
- Coryne pintneri Schneider, 1897
- Coryne polyocellata (Uchida, 1927)
- Coryne pusilla Gaertner, 1774
- Coryne repens Fraser, 1938
- Coryne sagamiensis Hirohito, 1988
- Coryne sargassicola Calder, 1988
- Coryne tricycla Schuchert, 1996
- Coryne uchidai Stechow, 1931
- Coryne vanbenedeni Hincks, 1868